# Povlek prostora
Povlek prostora (tudi vrtinčenje prostora, angleško frame-dragging) je pojav, ki po Einsteinovi splošni teoriji relativnosti spreminja prostor in čas ob pospešeno gibajočem ali vrtečem se telesu. Vrtilni povlek prostora sta prva izpeljala iz teorije leta 1918 avstrijski matematik Josef Lense in fizik Hans Thirring. Pokazala sta, da vrteče se telo vleče prostor in čas okrog sebe. Pojav se zato imenuje tudi Lense-Thirringov pojav. Splošneje obravnava pojav, ki ga povzroča gibajoča snov v kinetičnem smislu, gravitomagnetizem, oziroma še širše gravitoelektromagnetizem.
Lense in Thirring sta napovedala, da bo vrtenje telesa vplivalo na prostor in čas, in bo gibanje telesa drugačno kot ga predvideva Newtonova klasična mehanika. Napovedani učinek je zelo majhen, kar pomeni, da ga je moč zaznati le ob zelo masivnih telesih, oziroma z zelo občutljivimi merilnimi napravami.
Dokazanih je več pojavov, ki jih napoveduje posebna teorija relativnosti. Na primer ekvivalentnost mase in energije (pri reakcijah snovi z antimaterijo) ter Lorentzeve transformacije, zaradi katerih se telesa, ki se gibljejo s hitrostmi blizu hitrosti svetlobe, za oddaljenega opazovalca skrčijo in postanejo masivnejša. Nedavna merjenja s sateliti v Zemljinem tiru so pokazala pojav in predstavljajo dodatne uspešne preskuse splošne teorije relativnosti.

## Pojavi povleka prostora
- vrtilni povlek prostora (Lense-Thirringov pojav) je neizogibna posledica splošne teorije relativnosti glede na vrtenje. Relativizacija vrtilnih pojavov pomeni, da mora vrteče se telo vleči prostor in čas, oziroma svetlobo, kar je podobno starejšim modelom, ki so kot gibalni medij za svetlobo predvidevali obstoj etra. Pojav je zaradi izsledkov satelita Gravity Probe B najbolj raziskan.
- pospeševalni povlek prostora je podobno neizogibna posledica splošnega načela relativnosti glede na pospešek. Teoretično velja enako kot »vrtilni« pojav, vendar ga zaradi težavnosti pri zaznavanju velikokrat ne omenjajo.
- hitrostni povlek prostora je še manj znan pojav in še spornejši. Pojave, povezane z njim, sicer obravnava splošna teorija relativnosti, vendar ga po navadi ne štejejo za »veljavni« primer povleka prostora. Vzroki za to so zapleteni.
- iz teh osnovnih pojavov je moč podati še več raznovrstnih pojavov. Na primer kombinacije vrtenja in pospeševanja, časovna pospeševanja (»sunek«) in še zapletenejša vrtenja.